# Kochia
Kochia es un género de plantas fanerógamas con 120 especies pertenecientes a la familia Amaranthaceae.

## Taxonomía
El género fue descrito por Albrecht Wilhelm Roth y publicado en Journal für die Botanik 1800(1): 307. 1801. La especie tipo es: Kochia arenaria (G. Gaertn., B. Mey. & Scherb.) Roth. 
Etimología
El nombre del género fue otorgado en honor de Wilhelm Daniel Joseph Koch.

## Especies
| - Kochia alata - Kochia albovillosa - Kochia americana - Kochia amoena - Kochia angustifolia - Lista completa de especies |